# Circondario di Thun
Il circondario di Thun (ufficialmente in tedesco Verwaltungskreis Thun, circondario amministrativo di Thun) è uno dei circondari in cui è suddiviso il Canton Berna, in Svizzera; si trova nella regione dell'Oberland.

## Storia
Il circondario amministrativo fu creato il 1º gennaio 2010, nell'ambito della riforma amministrativa del Canton Berna. È andato a sostituire il precedente distretto di Thun e parte di quello di Niedersimmental.

## Suddivisione
Il circondario amministrativo è suddiviso in 30 comuni:
| Stemma                 | Nome                   |
| ---------------------- | ---------------------- |
| Amsoldingen            | Amsoldingen            |
| Blumenstein            | Blumenstein            |
| Buchholterberg         | Buchholterberg         |
| Burgistein             | Burgistein             |
| Eriz                   | Eriz                   |
| Fahrni                 | Fahrni                 |
| Forst-Längenbühl       | Forst-Längenbühl       |
| Gurzelen               | Gurzelen               |
| Heiligenschwendi       | Heiligenschwendi       |
| Heimberg               | Heimberg               |
| Hilterfingen           | Hilterfingen           |
| Homberg                | Homberg                |
| Horrenbach-Buchen      | Horrenbach-Buchen      |
| Oberhofen am Thunersee | Oberhofen am Thunersee |
| Oberlangenegg          | Oberlangenegg          |
| Pohlern                | Pohlern                |
| Reutigen               | Reutigen               |
| Seftigen               | Seftigen               |
| Sigriswil              | Sigriswil              |
| Steffisburg            | Steffisburg            |
| Stocken-Höfen          | Stocken-Höfen          |
| Teuffenthal            | Teuffenthal            |
| Thierachern            | Thierachern            |
| Thun                   | Thun                   |
| Uebeschi               | Uebeschi               |
| Uetendorf              | Uetendorf              |
| Unterlangenegg         | Unterlangenegg         |
| Uttigen                | Uttigen                |
| Wachseldorn            | Wachseldorn            |
| Wattenwil              | Wattenwil              |
|                        | Totale (30)            |

### Fusioni
- 2014: Höfen, Oberstocken, Niederstocken → Stocken-Höfen
- 2014: Kienersrüti, Uttigen → Uttigen
- 2020: Schwendibach, Steffisburg → Steffisburg
- 2024: Reutigen, Zwieselberg → Reutigen